# Partito Nazionale (Bangladesh)
Il Partito Nazionale, o Partito Nazionale (Ershad) (in inglese Jatiya Party (Ershad) - JP(E)) è un partito politico bengalese fondato nel 1986 da Hossain Mohammad Ershad, generale dell'Esercito e capo dello Stato dal 1983 al 1990.
Le elezioni politiche svolte in quegli anni videro sempre l'affermazione del JP, anche per il boicottaggio dei due principali partiti bengalesi: Lega Popolare Bengalese (AL), populisti-socialisti, ed il Partito Nazionalista del Bangladesh (BJD), nazional-conservatori. Il JP dopo la caduta del regime di Ershad si divise in tre tronconi: Partito Nazionale (Ershad), Partito Nazionale (Naziur) e Partito Nazionale (Manju).
Alle elezioni politiche del 2001 il JP(E), presentatosi nel Fronte Unito Nazionale Islamico, insieme ad alcune formazioni minori di ispirazione islamica, ottenne 7,25% dei voti e 14 seggi. Il JP(E) fu all'opposizione della maggioranza di governo composta dal BJD e dal Blocco Islamico Bengalese. Dalle elezioni del 2008 il JP(E) è entrato a far parte della Grande Alleanza assieme alla Lega Popolare Bengalese, assicurandosi sempre la partecipazione nel governo.